# Pandanus lacuum
A Pandanus lacuum az egyszikűek (Liliopsida) osztályának csavarpálma-virágúak (Pandanales) rendjébe, ezen belül a csavarpálmafélék (Pandanaceae) családjába tartozó faj.

## Előfordulása
Kizárólag Új-Kaledónia területén fordul elő, csak ezen a területen őshonos.